# Nomologie
Nomologie, Gesetzeslehre, ist ein Begriff aus der Philosophie, der auch in der Soziologie und der Psychologie verwendet wird. Er wurde gebildet aus griechisch νόμος, Nomos (Gesetz, Ordnung) und der Endung -logie (von griechisch λόγος logos – Wort), die hier Lehre bedeutet.
Nomologie bezeichnet einen Ansatz, der Erklärungen vorrangig in zuvor erkannten Gesetzmäßigkeiten sucht, und steht damit im Gegensatz zu Ansätzen, die vom Einzelfall ausgehend untersuchen und zu interpretieren versuchen. Dabei wird von der These ausgegangen, dass die Wirklichkeit durch allgemeine Gesetze besser erklärt und folglich auch kontrolliert werden kann. Kam der Begriff im 19. und 20. Jahrhundert vereinzelt vor, so wurde er durch das 1948 explizit formulierte deduktiv-nomologische Modell (DN-Modell) zu einem festen Begriff in Logik und Wissenschaftstheorie.
Ansätze in der Philosophie, die von konträren Konzepten ausgehen, sind z. B. Hermeneutik oder Phänomenologie.